# Jacques Matthias Schenker

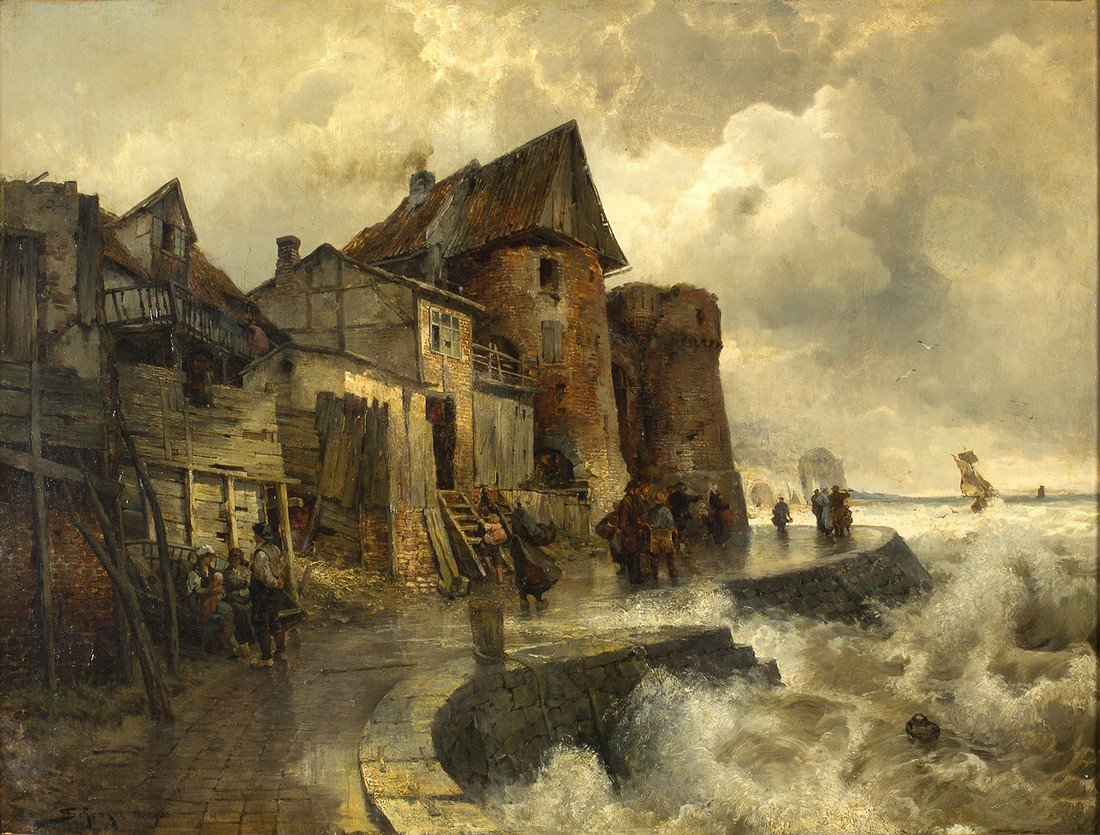
Nordische Landschaft

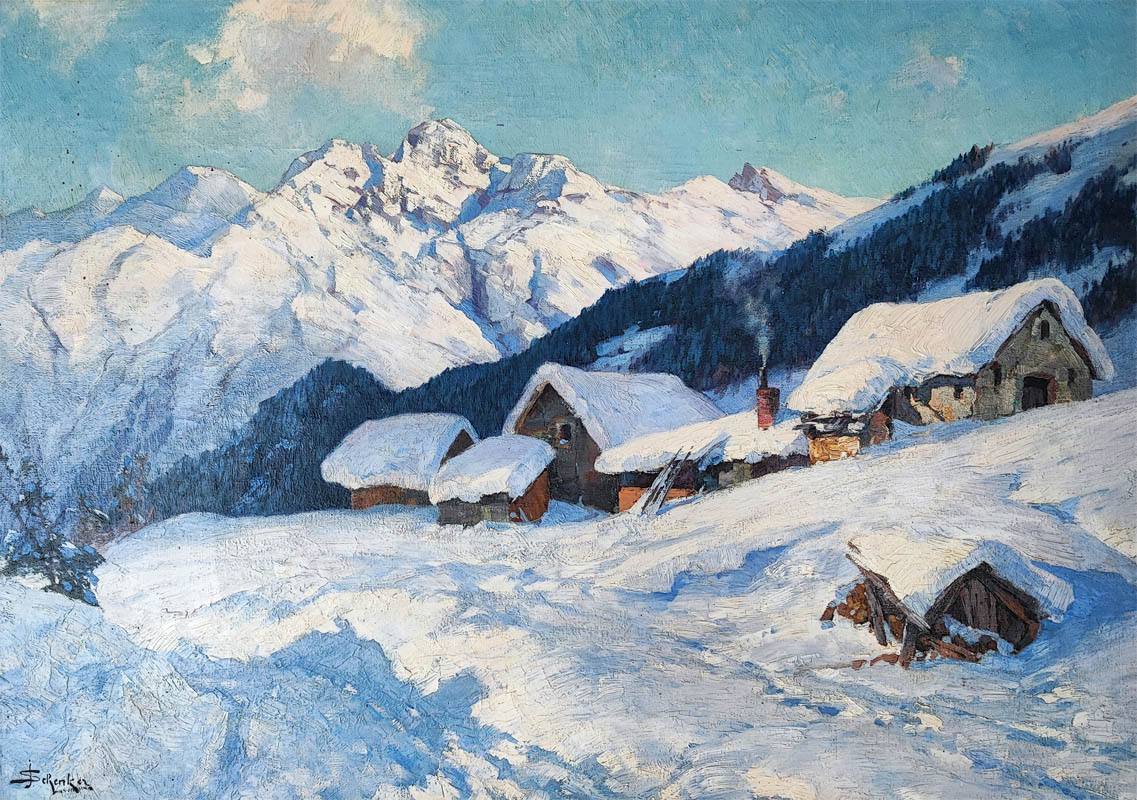
Winterlandschaft bei St. Moritz

Jacques Matthias Schenker (* 24. Februar 1854 in Luzern; † 25. März 1927 in Vitznau, Kanton Luzern) war ein Schweizer Landschafts-, Marine- und Vedutenmaler der Düsseldorfer Schule.

## Leben
In den Jahren 1870 bis 1872 studierte Schenker Malerei an der Kunstakademie Düsseldorf, zunächst in der Elementarklasse unter Andreas Müller, dann in der Landschafterklasse bei Albert Flamm. Nach dem Brand der Düsseldorfer Akademie, in den Jahren 1872 bis 1876, studierte er an der Großherzoglich-Sächsischen Kunstschule Weimar bei Theodor Hagen, dessen Meisterschüler er war. Nachdem er danach eine Zeit als freischaffender Maler in Dresden gewirkt hatte, gründete er 1879 dort eine Malerschule für Damen. Auf der Großen Berliner Kunstausstellung des Jahres 1896 erhielt eine große Goldmedaille. Schenker bereiste vorzugsweise Küstenlandschaften in der Normandie und der Bretagne, in Belgien, Holland, Deutschland, Dalmatien und Italien. 1905 kehrte er in die Schweiz zurück. Ab 1907 lebte er vorwiegend in Vitznau.

## Werke (Auswahl)
- Ansicht von Dresden, 1876
- Straße in San Remo, 1881
- Die Osterpiepe in Emden, 1891, Ostfriesisches Landesmuseum Emden[3]
- Küstenlandschaft mit Fischer in der Bretagne, 1892
- Fischereihafen in der Normandie, 1893
- Boddenlandschaft, 1900
- Blick von der Bucht von Beckenried gegen Vitznau, 1913
- Strand bei Dieppe zur Ebbezeit